# Cecilia Vennersten
Cecilia Birgitta Vennersten-Ingemansson (Göteborg, 26 settembre 1970) è una cantante svedese.

## Biografia
Cecilia Vennersten è salita alla ribalta nell'autunno del 1994 alla prima edizione del talent show di TV4 Sikta mot stjärnorna, dove ha proposto una cover di Hero di Mariah Carey. Pochi mesi dopo ha preso parte a Melodifestivalen 1995, il programma di selezione del rappresentante svedese all'Eurovision Song Contest, presentando il suo singolo di debutto Det vackraste. Pur essendo arrivato 2º nella competizione, il brano ha gradualmente acquistato popolarità fino a trascorrere sette settimane consecutive in vetta alla classifica svedese tra l'agosto e il settembre del 1995. È stato certificato disco di platino dalla IFPI Sverige con oltre 30 000 copie vendute a livello nazionale. Det vackraste ha anche ottenuto successo in Norvegia, dove si è piazzato 2º in classifica. Ha inoltre vinto l'OGAE Second Chance Contest, premio assegnato alla migliore canzone dell'anno proveniente da una selezione eurovisiva. Il singolo ha anticipato l'album di debutto eponimo della cantante, che ha raggiunto il 2º posto della classifica degli LP in Norvegia e il 9º in Svezia. Ha venduto 50 000 dischi in entrambi i paesi, dove è certificato rispettivamente disco di platino e disco d'oro. Nel 2005 ha fatto ritorno a Melodifestivalen con l'inedito Var mig nära, senza però qualificarsi per la finale.

## Discografia

### Album
- 1995 – Cecilia Vennersten
- 1997 – Till varje leende, en tår
- 2006 – Under stjärnornas parasoll

### Singoli
- 1995 – Det vackraste
- 1995 – Innerst i själen
- 1995 – Skogens rå
- 1995 – Lämnad i mörkret
- 1996 – Sjunde himlen finns
- 1997 – Hur har vi hamnat här?
- 1998 – Allt som jag vill ha
- 1998 – Saker som man gör
- 2005 – Var mig nära
- 2005 – Duet for Life (con Nils Mathisen)
- 2006 – Ett stulet ögonblick
- 2006 – Leva
- 2007 – Vi är underbart bra (con Nils Mathisen)
- 2009 – Tomten bor i Göteborg (con Nils Mathisen)
- 2010 – God jul och godt nyttår (con Gaute Ormåsen)
- 2011 – Sunshine
- 2011 – Stilla natt
- 2015 – Mmm Wow (con Nils Mathisen)